# Seleção Maltesa de Basquetebol
A Seleção Maltesa de Basquetebol é a equipe que representa a Malta em competições internacionais da modalidade.
Eles disputam a EuroBasket C, e os Jogos dos Pequenos Estados da Europa.